# Župnija Dolenja vas
Župnija Dolenja vas je rimskokatoliška teritorialna župnija dekanije Ribnica nadškofije Ljubljana.

### Farne spominske plošče v župniji Dolenja vas pri Ribnici
V župniji Dolenja vas so postavljene Farne spominske plošče, na katerih so imena vaščanov iz okoliških vasi (Blata, Dolenja vas, Grčarice, Lipovec, Prigorica in Rakitnica), ki so padli nasilne smrti na protikomunistični strani v letih 1942-1945. Skupno je na ploščah 95 imen.